# Lanocira rotundicauda
Lanocira rotundicauda är en kräftdjursart som beskrevs av Stebbing1904. Lanocira rotundicauda ingår i släktet Lanocira och familjen Corallanidae. Inga underarter finns listade i Catalogue of Life.